# Federação Geral dos Sindicatos da Coreia
A Federação Geral dos Sindicatos da Coreia (FGSC) (em coreano:  조선직업총동맹) é a única central sindical permitida na Coreia do Norte. A FGSC foi formada em 30 de Novembro de 1945, e o atual presidente de seu comitê central é Pak In-chol.

## Organização
A FGSC chegou a contar com 2.4 milhões de membros em 1970 Durante a Guerra Fria, tinha duas vezes menos membros do que o Partido dos Trabalhadores da Coreia. Essa proporção era aberrante em comparação com outros países socialistas, evidenciando o papel menos central dos sindicatos na vida política norte-coreana.
De acordo com a Associação de Amizade com a Coreia de Portugal, a função da FGSC é "(Conduzir) a educação ideológica necessária para que os seus membros compreendam plenamente a ideia Juche e faz com que se tornem parte da construção socialista e da organização da economia socialista com a atitude digna dos mestres". De acordo com o Departamento de Estado dos Estados Unidos, a federação é controlada diretamente pelo Comitê Central do PTC. A federação publica o jornal Rodongja Sinmun. A FGSC também coordena manifestações em apoio ao governo norte-coreano e à reunificação das Coreias.
A filiação na FGSC é obrigatória para trabalhadores e trabalhadoras a partir de 30 anos, desde que não sejam membros do PTC, filiados ao Sindicato dos Trabalhadores Agrícolas da Coreia ou filiados à União Socialista das Mulheres da Coreia. Nacionalmente, a federação participa da Frente Democrática Para a Reunificação da Pátria. Internacionalmente, é filiada à Federação Sindical Mundial.

## Sindicatos Filiados
Dois tipos de sindicato podem ser filiados à FGSC: os de empresas públicas norte-coreanas e os de empresas privadas estrangeiras. Alguns dos maiores sindicatos membros da FGSC são:
- Sindicato da Engenharia e das Industrias Metalúrgicas da Coreia
- Sindicato das Industrias Energéticas e Mineradoras da Coreia
- Sindicato das Industrias Químicas da Coreia
- Sindicato dos Trabalhadores e Servidores Públicos da Coreia
- Sindicato das Construtoras da Coreia
- Sindicato dos trabalhadores da Cultura e Educação da Coreia
- Sindicato dos Trabalhadores de Transportes da Coreia